# 障害者手帳

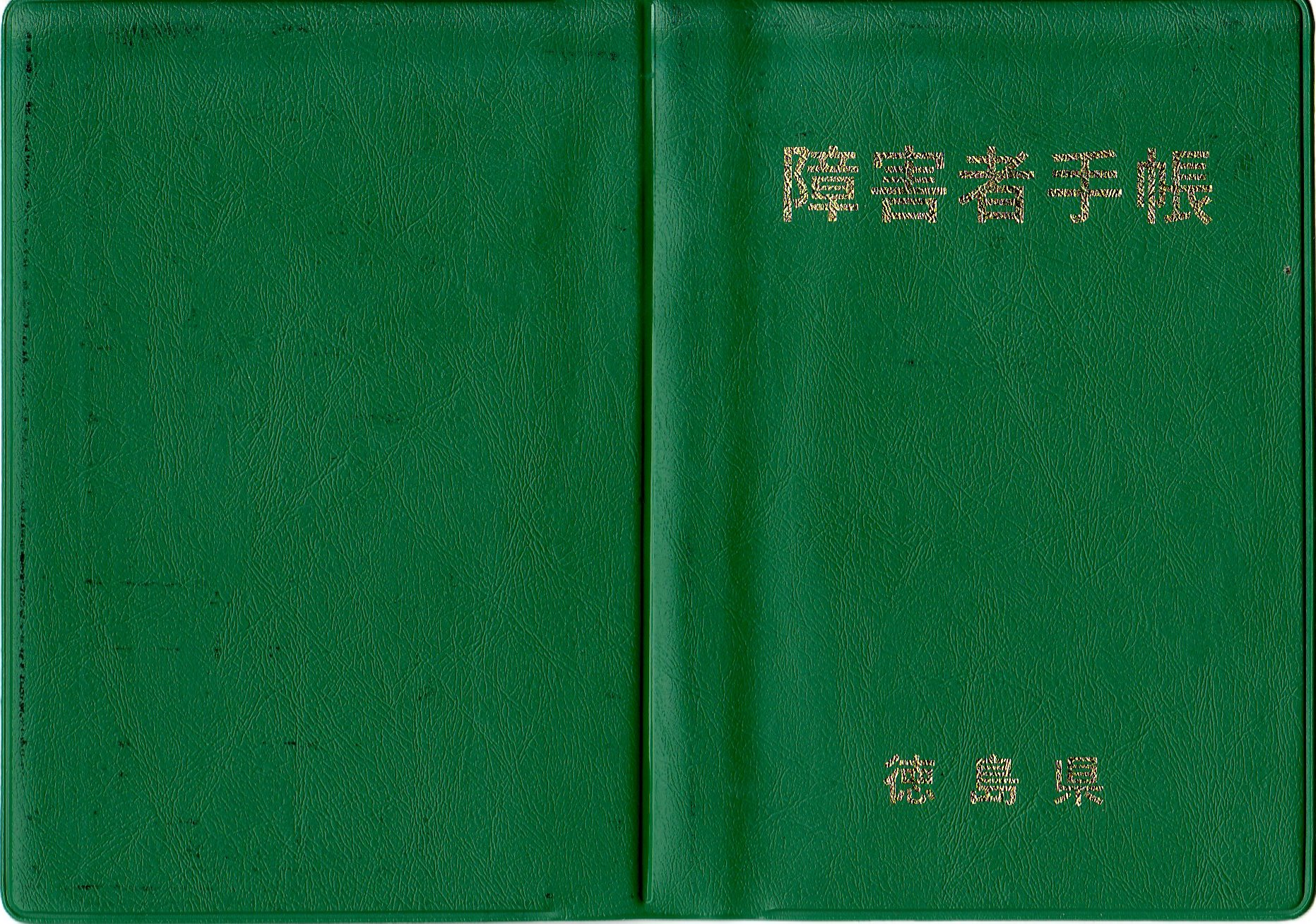
精神障害者保健福祉手帳の表紙の一例（色は発行元により異なる）

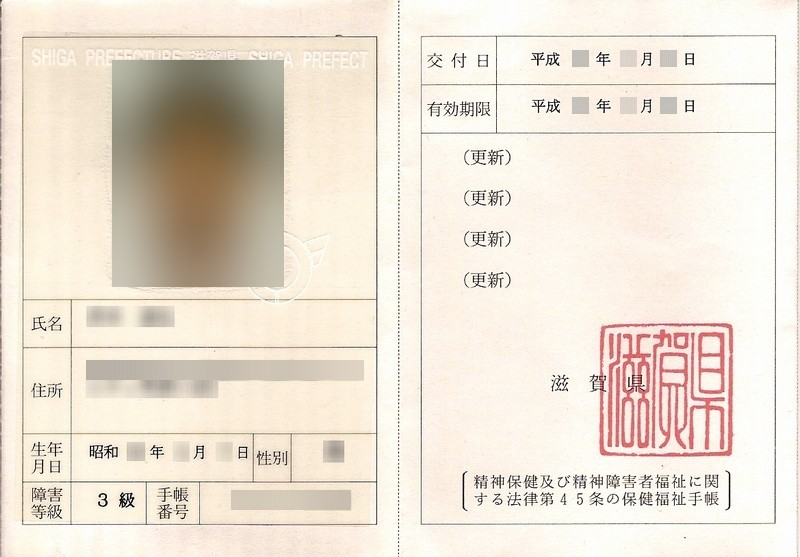
精神障害者保健福祉手帳、記載イメージ

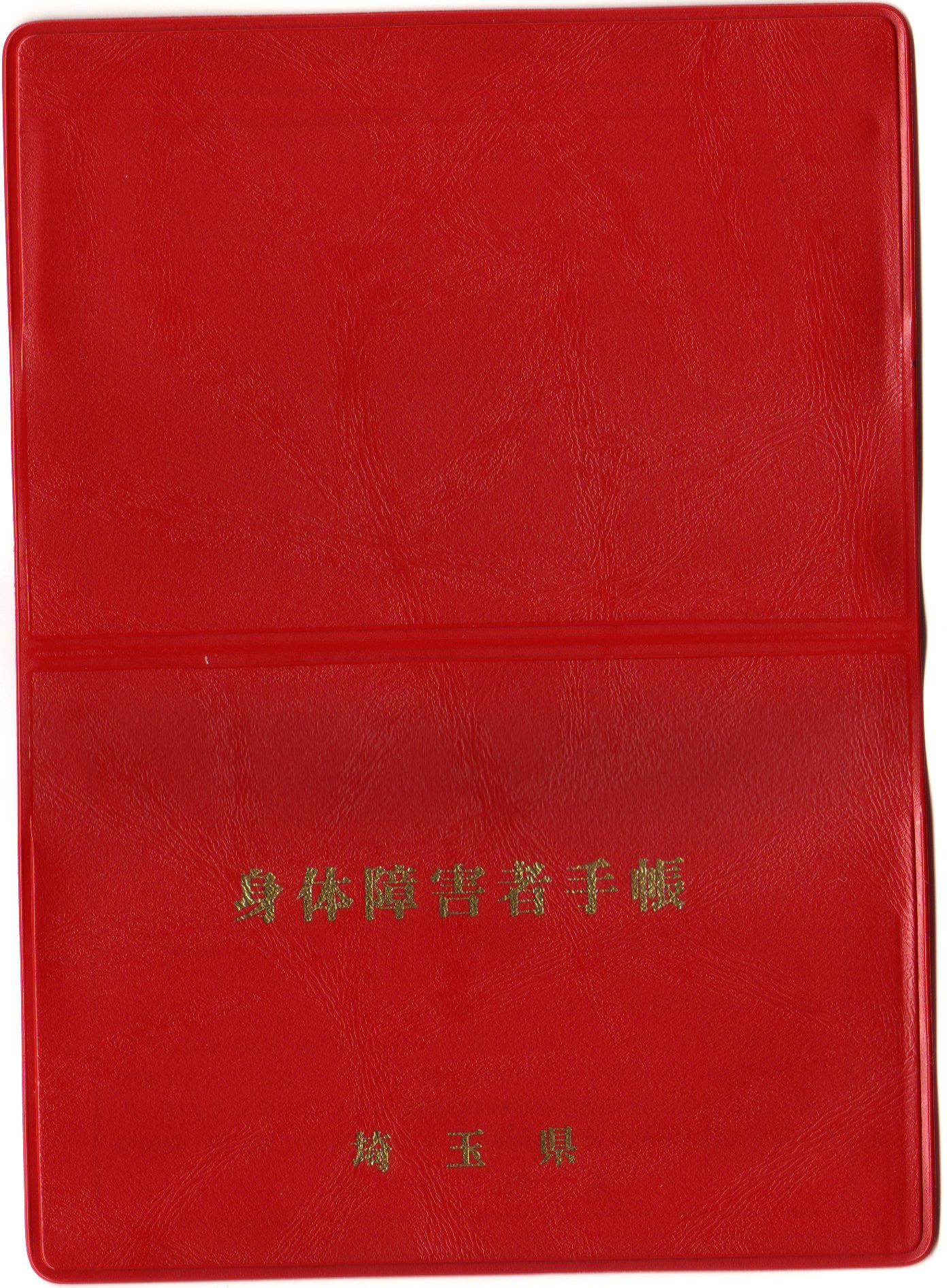
身体障害者手帳の表紙の一例（色は発行元により異なる）

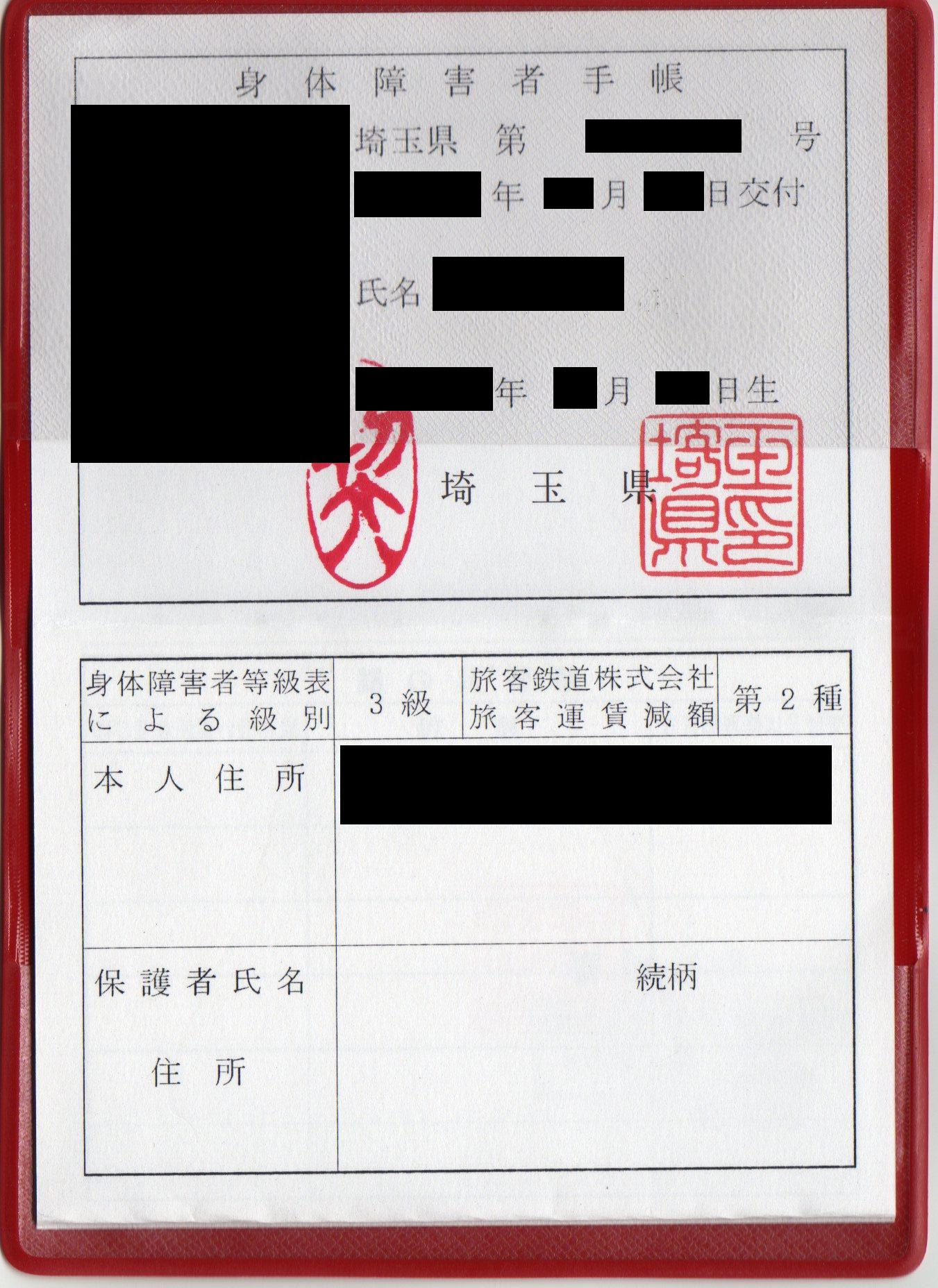
身体障害者手帳の証明欄の一例

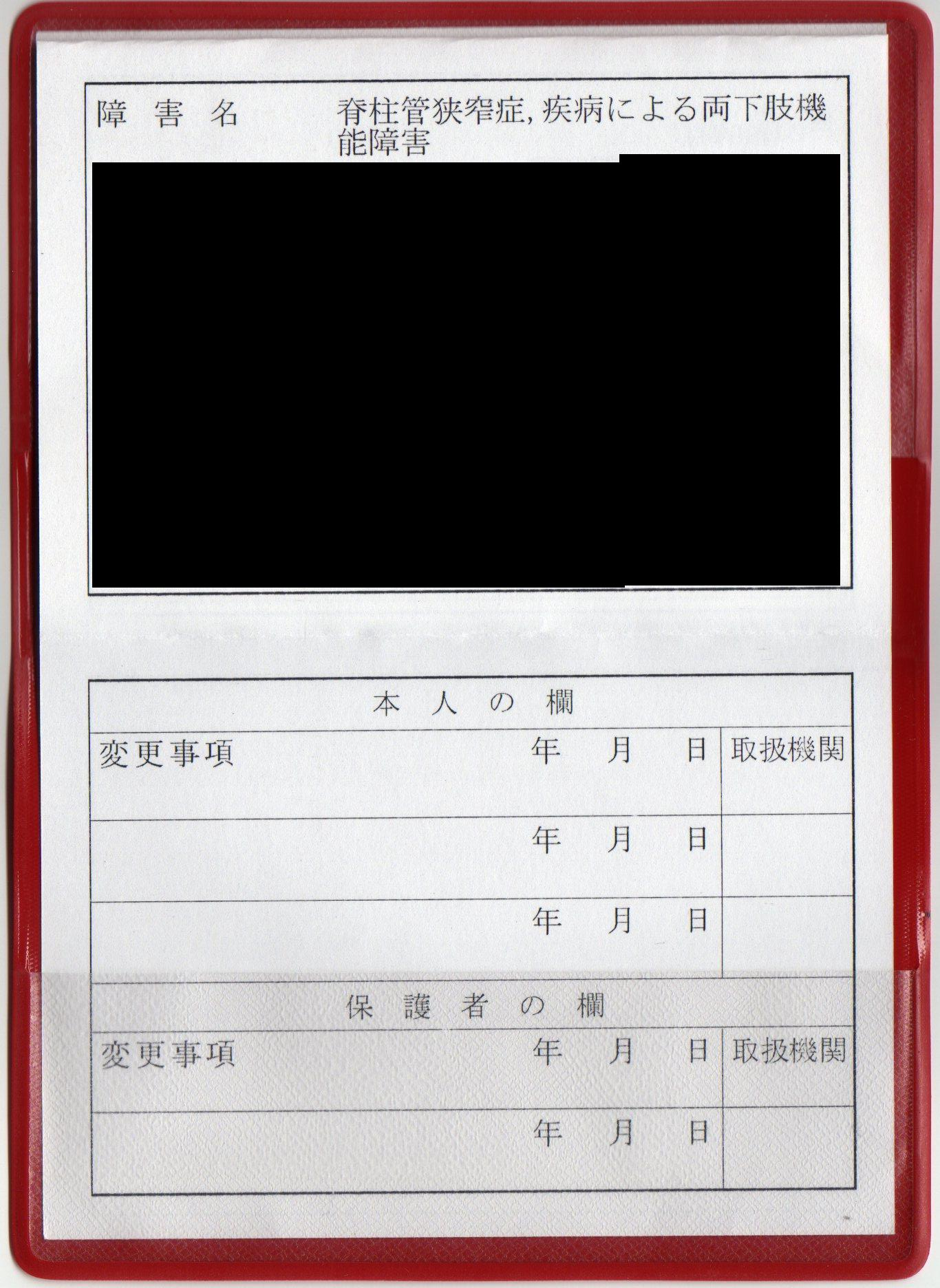
身体障害者手帳の詳細欄の一例

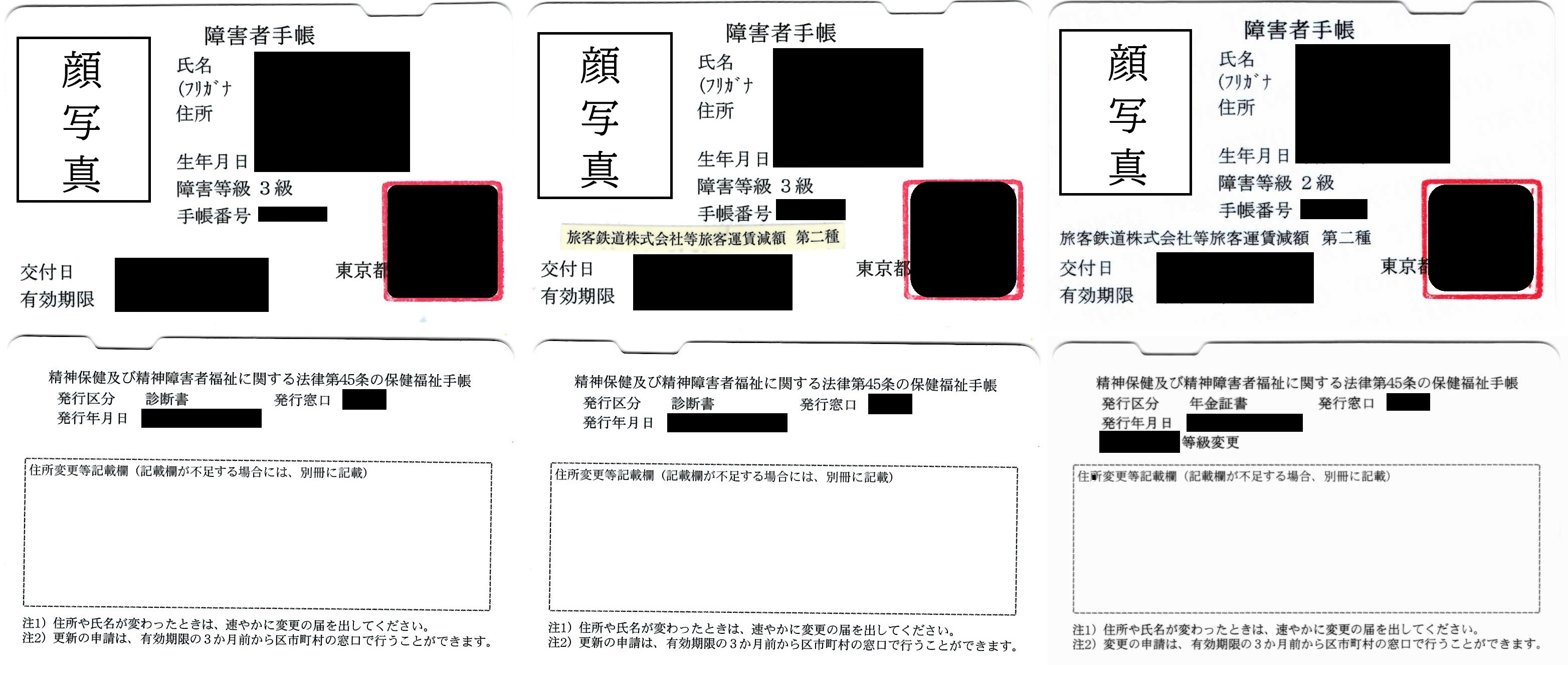
カード型障害者手帳

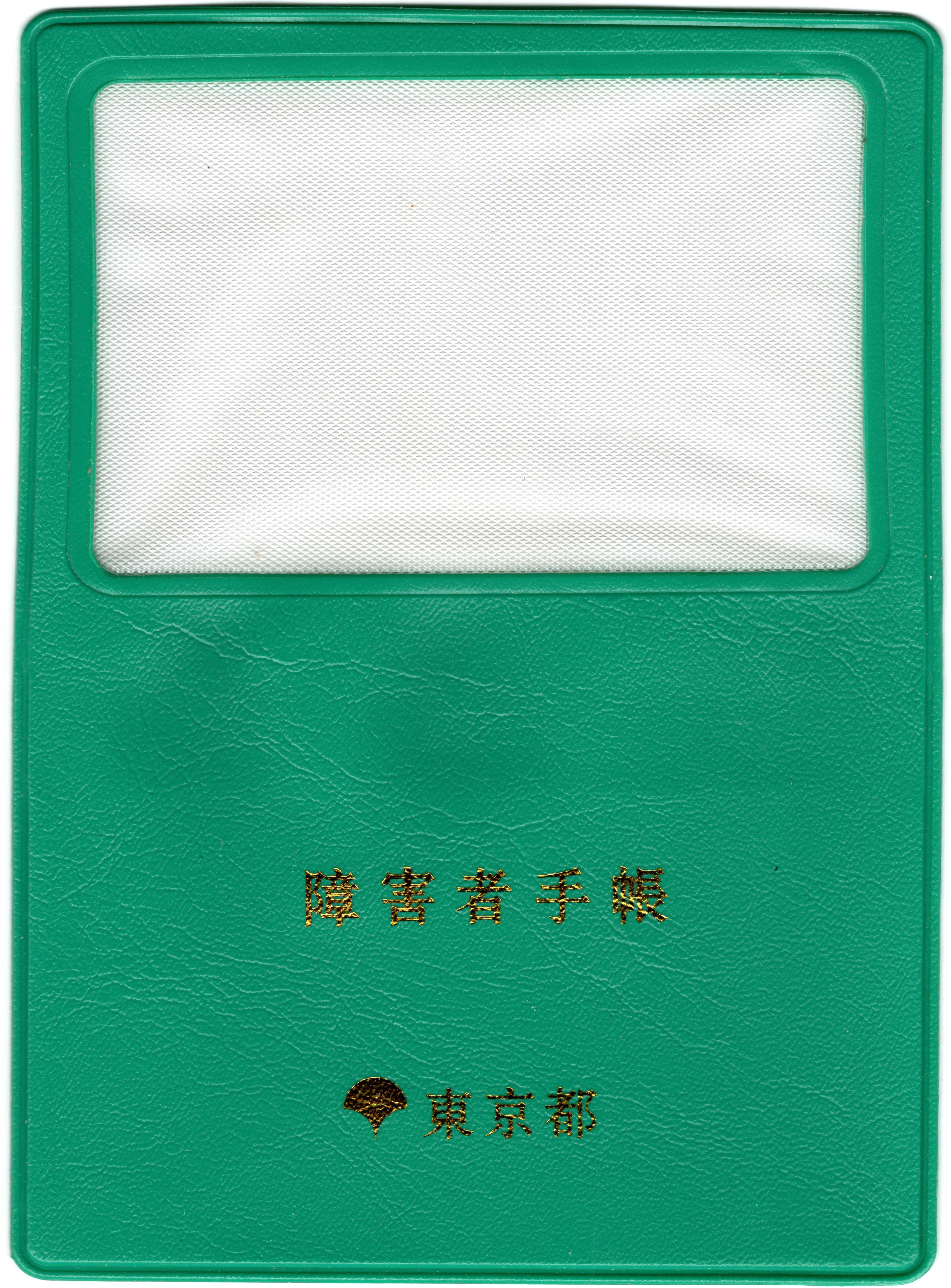
カード型障害者手帳のカバー

障害者手帳（しょうがいしゃてちょう）とは、障害を持った者として日本にて地方公共団体に認定を受けると発行される、障害を証明するための手帳である。

## 障害者手帳の定義
1. 精神障害者保健福祉手帳、身体障害者手帳、療育手帳といった障害を有する人に対して発行される手帳の総称（広義）[1][2]。障害の有無や種類、程度などを証明する証明書としての役割を持つ。
2. 上記1.（広義）のうち、精神障害者に対して発行される手帳のこと[3]。正式名称は「精神障害者保健福祉手帳」。表紙には「障害者手帳」とのみ表示され、表紙を見ただけでは障害の種類は分からないようになっている[4]。精神障害者も参照。
3. 上記1.（広義）のうち、身体障害者を対象とする「身体障害者手帳」のみを指すことがある。「身体」を省略した場合[5]。

## 手帳の発行主体
診断書を提出する窓口の呼称は都道府県により異なる。
- 政令指定都市・・・その市が発行主体となる
- 中核市・・・市が発行主体となる場合は、「中核市が都道府県から権限を移譲される」という扱いになるため、都道府県の条例によって、市・都道府県のいずれかが発行主体となる。
- 鳥取県鳥取市（中核市）、岩美町、若桜町、智頭町、八頭町・・・「岩美町、若桜町、智頭町、八頭町を含め、鳥取市が鳥取県から権限を移譲される」という扱いになるため、鳥取市が発行主体となる[6]。
- 上記以外の市町村・・・市町村が発行主体となる場合は、「市町村が都道府県から権限を移譲される」という扱いになるため、都道府県の条例によって、市町村・都道府県のいずれかが発行主体となる[7]。

## 手帳の表紙
精神障害者保健福祉手帳は「障害者手帳」、身体障害者手帳は「身体障害者手帳」と印字される。表紙の色は都道府県で違う。
厚生労働省は2018年（平成30年）10月24日の社会保障審議会の障害者部門で、耐久性が高く持ち運びしやすい「カード型」タイプの両手帳を発行可能とし、2019年（平成31年）4月1日の省令改正により「カード型」タイプの発行が可能となった。ただし、従来型とカード型の発行の選択は自治体の判断に委ねるとしている。療育手帳は現行制度でも「カード型」タイプの発行が可能で、一部の自治体では導入されている。
様式・体裁は、入れ物（ケース）の表記のみ同一の「障害者手帳」を統一採用している地方公共団体もあり、一例として佐賀県や埼玉県で統一様式を採用している。

## 手帳の提示にて受けられる各種サービス
各種手帳を提示して公的機関等で料金の優遇などを受けることができる。所有している障害者手帳の種別や等級、各地方自治体により、受けられるサービスに差があるため、利用の際は各地方自治体、施設や交通事業者に確認が必要である。民間施設でもそれぞれ独自にサービスを受けられる場合がある。
まず精神障害者保健福祉手帳・身体障害者手帳・療育手帳共通で受けられるサービスを列挙する（各項目参照）。
- 駅付近の駐輪場の定期利用…手帳のコピーを期限内に受付窓口で出して自転車に貼り付けるシールをもらう。
- 一部直接税の減額または免除（所得税や相続税の障害者控除など）
- 少額預金の利子所得に対する非課税制度（通称：障害者のマル優制度。詳細は少額貯蓄非課税制度へ）
- 日本国債・地方債などの利子所得に対する非課税制度（通称：障害者の特別マル優制度）
- 各都道府県による健康保険適用医療費助成
- 公共職業安定所（ハローワーク）における障害者相談窓口の利用、障害者求人への応募、障害者合同就職説明会への参加
- 地域障害者職業センター、障害者職業総合センター、高齢・障害者雇用支援センターの利用
- 障害者委託訓練への応募
- 就労移行支援や就労継続支援、自立訓練（機能訓練・生活訓練）、国立障害者リハビリテーションセンターなど障害者自立支援法に基づくサービスへの応募や利用
- 特別支援学校の受験（特定の障害の種別に限る）
- 職業能力開発促進法に基づき、国が設置する障害者職業能力開発校の受験
- 1級または2級の障害年金を受給中もしくは同程度の障害があるとみなす者への生活保護の障害者加算
- NHK受信料の減額（また低所得要件が加われば免除）
- 駐車禁止除外指定車標章の交付
- タクシー券の交付（地方公共団体によって異なる）
- 博物館・美術館・動物園などの各種公共施設の利用料の減額または免除[15]
- 映画館の料金割引
- 電話料金・ふれあい案内「電話番号案内」（ただし、NTT東日本およびNTT西日本の固定電話およびインターネットにおける基本料および通話料についての割引はない）[16][17][18]・携帯電話料金[19] など、通信費の減額または免除

次に、障害の種類によってサービスが受けられる例を列挙する。
- 身体障害者・知的障害者・精神障害者への自動車税・自動車取得税・軽自動車税等の減免（各自治体により対象となる障害、減免対象となる税や内容は異なる）
- 身体障害者への車椅子や補聴器の補助金
- 身体障害者・知的障害者への日本郵便の青い鳥郵便葉書の無償配布
- 一部障害の種類を指定した求人への応募
- 身体障害者・知的障害者へのJRグループ、大手私鉄の路線の、第1種かつ介助者同行・同一期間利用における障害者・介助者の運賃や、101 kmを超える区間の第1種で単独利用または第2種の障害者の本人の運賃の割引（ただしJRグループにおいては、旅客鉄道株式会社旅客運賃減額欄に「第1種」または「第2種」の記載のない障害者手帳は割引の対象外である。精神障害者についても、JRの割引規則で精神障害の一級を第1種、二級または三級を第2種とするJRの方針が明らかになっており[20]、精神障害者保健福祉手帳に旅客鉄道株式会社旅客運賃減額欄を設け、JRの第1種または第2種の記載がされる予定である。）

- 身体障害者・知的障害者への高速道路などの有料道路料金の割引

- 身体障害者・知的障害者への一部公共交通機関（バス・船舶・航空機、及び上記以外の鉄道等）の障害者・介助者の運賃割引[21][22][23][24][25]
  - 上記運賃および通行料金割引3例のうち、精神障害者については後述参照

### 精神障害者におけるサービスの差異の問題
過去、精神障害者は他の障害とは区別され各種優遇を受ける事が出来ない場合もあった。障害者の日常生活及び社会生活を総合的に支援するための法律で順次改善されつつある。他方、高速バスの割引が次々に廃止されるなど、相反する動きもみられる。
2022年現在でも精神障害者保健福祉手帳ではJRグループの運賃割引（例外的にJR西日本宮島フェリーは割引となる）・多くの有料道路での通行料金の割引はないが、多くの鉄道路線（一例として、東武鉄道「お体の不自由なお客さまへの鉄道運賃割引」 や函館市企業局交通部#障がい者等の乗車料金の割引を参照）や、高速バス・路線バス（一例として、函館バス#障がい者・高齢者の割引等・ジェイ・アール北海道バス#障がい者の運賃割引・北海道中央バス#運賃形態を参照）において行われていないなど、精神障害者は、やるせなくて辛い想いを感じていることが多くある。なお、国土交通省が標準約款の運賃割引対象として精神障害者を加えたことで割引の導入が進んだ、高速バスの運賃割引に関しては精神障害者は廃止が多くある。
なお、JRグループは2024年4月より精神障害者割引を導入することを発表した。
なお、公共交通機関においては各自治体が独自の助成制度（一例として、山口県　健康増進課 の町営バス・福祉タクシーの助成や北海道函館市の「函館市障害者等外出支援事業」など）を行ってる事もあるが、助成範囲が各市町村内に限られたり、通院・施設通所のための特定路線のみとなっているなど、運行路線全体をカバー出来ないケースがあるために不十分となっている事が多い。
航空会社は精神障害者に運賃割引を行っていなかったが、日本航空などJALグループ各社は2018年10月4日から精神障害者も対象となり。追って全日本空輸などのANAグループ各社、及びAIRDO・ソラシドエア・スターフライヤーなどのコードシェア便航空会社でも2019年1月から精神障害者も対象とされた。さらに2020年1月からは調布空港と伊豆諸島を結ぶ新中央航空でも精神障害者割引が開始されている。多くの航空会社では精神障害者手帳2・3級であっても同伴者1名が割引になることが多い。

## 障害者手帳取得、所持のデメリット
障害者手帳を取得することや、所持することについて基本的に大きなデメリットはない。
手帳を利用する場面が減り手帳を提示することが減った。就業するに際して、障害を「クローズ」して就労を決めたことを忘れて障害を秘匿することがある。

### 発行にかかるコストとメリット、デメリット
特に期限が設定されている精神障害者保健福祉手帳について、取得し維持するには相当な自己負担が発生する。まず申請をする際に医師の診断書が必要であり、保険適応外で税込み5,500円程度の自己負担があり、それが2年が期限の場合には2年ごとに5,500円の負担になる。また申請、発行する際に証明写真の提出を求められるので、2年が期限の場合には2年ごとにそれも負担になる。また精神障害の診断について長期の通院が前提となるために通院にかかる費用もかかる。
障害者手帳を発行するかどうかは任意である。発行は無料ではないため、このようなコストに見合った意味があるのかどうか天秤にかけて検討する必要がある人もいる。

### 障害者雇用のデメリット
障害者求人枠では、基本的に一般求人枠よりも低い競争率で応募できるが、多くは非正規雇用であるだけではなく、例えば「雇用期間3ヶ月（更新あり）」などという形式で有期雇用契約の形を取る。障害者法定雇用率や最低賃金などの規制があるが有期契約には制限はなく、契約期間満了という理由で納得させて解雇しやすいという多くの企業の思惑があると思われる。このような有期雇用契約は、雇用がより不安定であるといえる。

### 障害者であるデメリット
障害者であるデメリットは様々ある。ただ、それは障害者であるという診断を受けることによって発生するデメリットであって、手帳所持の有無には関わらない。
例えば、視覚障害や肢体不自由などの身体障害を理由に安全運転に必要な能力を有していないと判断された場合には、自動車運転免許が発行禁止、停止、失効される可能性がある。また現在、精神障害を理由とする資格制限や行動制限が存在する。医師、看護婦、調理師、美容師、自動者運転等の免許から、風俗営業、薬局の許認可に至るまで、約80の資格や職業を禁止し、さらに警備員としての就業、危険なペットの飼育、図書館等の公共施設の利用、議会の傍聴などの様々な行動を禁止ないし制限している。精神障害者であることを開示せず、「クローズ」というかたちで秘匿しながら警備員に就業したような場合には、免職などの処分をされる可能性もある。
その他、障害の程度により生命保険の加入審査等に影響する可能性がある。働けていない障害者は、働けていないという理由によりローンの審査に影響する可能性がある。例え収入や貯金が十分であっても、障害を理由に賃貸物件への入居を断られる（この理由は障害に限らず年齢、国籍、職業等さまざま存在する）こともあり、社会的課題とされている。

## 療育手帳・精神障害者保健福祉手帳の今後
2012年6月27日、障害者自立支援法に代わる法律として「障害者総合支援法」が公布された（2013年4月1日施行）。この法律では、自民党の発案により、障害者認定基準が見直され、障害の「重さ」でなく、必要としている支援の程度により認定が行われることとなった。これは、知的障害、精神障害ではコンピューターによる一時判定では低く判定されるも、専門家による二次判断で高く判断される傾向があり、こうしたばらつきを是正するためとしている。

## その他
- 2008年7月に厚生労働省は、学生の障害者について、それまで親が居住する自治体が手帳を交付するとしていたのを、実際に学生本人が居住する自治体が交付するよう変更した。しかし、同省の周知不足や、自治体の認識不足により、制度変更後も、学生の障害者が手帳の交付を拒否された事例がある[46]。
- 同音の漢字による書きかえのため、法令上は「障害者手帳」となっているものの、一部の媒体では書きかえられた漢字を使用せず『障がい者手帳』と『害』の漢字を平仮名の『がい』と交ぜ書きで記述している場合がある[47]。